# Губколь
Губколь — деревня в Шацком районе Рязанской области в составе Печинского сельского поселения.

## Географическое положение
Деревня Губколь расположена на Окско-Донской равнине в 20 км к юго-востоку от города Шацка. Расстояние от села до районного центра Шацк по автодороге — 25 км.
К западу от деревни расположена урочище Киселёвская гора с песчаным карьером, ещё далее — урочище Рыночные Бугры и река Провал (приток Коньши) с прудом; к востоку и юго-востоку от деревни протекает река Цна и находятся пойменное озеро Чапкас и урочище Польный Луг; к югу протекает река Коньша (левый приток Цны). Ближайшие населенные пункты — село Высокое и деревня Тархань.

## Население
| 1989 | 2010 | 2012 |
| ---- | ---- | ---- |
| 50   | ↘20  | ↗32  |

## Происхождение названия
Происхождение названия населенного пункта неизвестно. Согласно «Словарю народных географических терминов» Э. М. Мурзаева, в мансийском языке «кол» — дом, хутор, деревня; фин. kyla — деревня. Также возможно, что название деревни происходит от тюркского «кол» — река, речка, проток, рукав реки (Губколь расположена в 1,5—2 км от левого берега реки Цны). В Ярославской обл. «кол» — земельный надел, какая-то площадь пашни, луга, пастбища; в Свердловской обл. — узкая полоска земли.

## Транспорт
Основные грузо- и пассажироперевозки осуществляются автомобильным транспортом.